# ソフトくりぃむ
『SOFTくりぃむ』（ソフトくりぃむ）は、2011年10月4日から2012年3月27日までテレビ朝日で放送されていたバラエティ番組。

## 概要
くりぃむしちゅーの2人が新たな「ソフト」いわゆるソフトウェアを開発するため、いろんなことに挑戦していく「くりぃむシリーズ」の第1弾となる番組。
番組名は『ソフトくりぃむ』または『SOFTくりぃむ』と表記される。
本放送開始前の9月30日には、前夜祭として『ソフトくりぃむ 直前緊急特番 上田晋也は大丈夫かSP』が23時15分から放送された。多くのレギュラー番組を抱える上田は「体力的に本当に大丈夫なのか?」という疑問を持った有田が、上田の体力、面白さ、魅力を検証するためにロケを敢行した。
放送を終了した『くりぃむナントカ』同様、企画のMCは主に有田が行う。
上田は声帯ポリープ手術のため最終回に出演することができなかった。
同時間帯は、2012年4月3日から9月25日まで、当番組をリニューアルした『GORIGORIくりぃむ』が放送されていた。
ちなみに文化通信.comの2011年度・テレ朝深夜番組10月改編発表時ではこの番組は「なでしこジャパンの活躍に沸いた日本。次世代を担う日本代表を準備するべく、くりぃむしちゅーが立ちあがった！ くりぃむ・有田が中心となり、あらゆるシチュエーションの日本代表を選考してゆくバラエティ番組。」と書かれていた。

## 出演者
レギュラー（司会）
- くりぃむしちゅー（上田晋也・有田哲平）

アシスタント
- 加藤真輝子 （第2回以降・テレビ朝日アナウンサー）
- 前田有紀（特番・同上）
- 斎藤康貴（第1回代理・同上）

## ネット局と放送時間

### パイロット版
| 放送対象地域   | 放送局                 | 系列           | 放送日時                    | 遅れ日数   |
| -------------- | ---------------------- | -------------- | --------------------------- | ---------- |
| 関東広域圏     | テレビ朝日（EX）       | テレビ朝日系列 | 2011年9月30日 23:15 - 24:15 | 制作局     |
| 岩手県         | 岩手朝日テレビ（IAT）  | テレビ朝日系列 | 2011年9月30日 23:15 - 24:15 | 同時ネット |
| 宮城県         | 東日本放送（KHB）      | テレビ朝日系列 | 2011年9月30日 23:15 - 24:15 | 同時ネット |
| 福島県         | 福島放送（KFB）        | テレビ朝日系列 | 2011年9月30日 23:15 - 24:15 | 同時ネット |
| 石川県         | 北陸朝日放送（HAB）    | テレビ朝日系列 | 2011年9月30日 23:15 - 24:15 | 同時ネット |
| 香川県・岡山県 | 瀬戸内海放送（KSB）    | テレビ朝日系列 | 2011年9月30日 23:15 - 24:15 | 同時ネット |
| 愛媛県         | 愛媛朝日テレビ（eat）  | テレビ朝日系列 | 2011年9月30日 23:15 - 24:15 | 同時ネット |
| 福岡県         | 九州朝日放送（KBC）    | テレビ朝日系列 | 2011年9月30日 23:15 - 24:15 | 同時ネット |
| 長崎県         | 長崎文化放送（NCC）    | テレビ朝日系列 | 2011年9月30日 23:15 - 24:15 | 同時ネット |
| 熊本県         | 熊本朝日放送（KAB）    | テレビ朝日系列 | 2011年9月30日 23:15 - 24:15 | 同時ネット |
| 沖縄県         | 琉球朝日放送（QAB）    | テレビ朝日系列 | 2011年9月30日 23:15 - 24:15 | 同時ネット |
| 静岡県         | 静岡朝日テレビ（SATV） | テレビ朝日系列 | 2011年9月30日 23:45 - 24:45 | 30分遅れ   |

- 静岡朝日テレビは『スポーツパラダイス』のため30分遅れで23:45 - 24:45に放送。
- 朝日放送では番宣ミニ番組『本日（木曜日）のオススメ』を挟み『ブラマヨとゆかいな仲間たち アツアツっ!』を遅れネットで放送。

### レギュラー版
| 放送対象地域   | 放送局                   | 系列           | 放送日時                 | 放送開始日     | 遅れ日数   |
| -------------- | ------------------------ | -------------- | ------------------------ | -------------- | ---------- |
| 関東広域圏     | テレビ朝日（EX）         | テレビ朝日系列 | 火曜 25時21分 - 25時51分 | 2011年10月4日  | 制作局     |
| 愛媛県         | 愛媛朝日テレビ（eat）    | テレビ朝日系列 | 火曜 25時21分 - 25時51分 | 2011年10月4日  | 同時ネット |
| 香川県・岡山県 | 瀬戸内海放送（KSB）      | テレビ朝日系列 | 火曜 24時20分 - 24時50分 | 2011年10月11日 | 7日遅れ    |
| 石川県         | 北陸朝日放送（HAB）      | テレビ朝日系列 | 月曜 25時15分 - 25時45分 | 2011年10月17日 | 13日遅れ   |
| 福島県         | 福島放送（KFB）          | テレビ朝日系列 | 火曜 25時20分 - 25時50分 | 2011年10月18日 | 14日遅れ   |
| 福岡県         | 九州朝日放送（KBC）      | テレビ朝日系列 | 火曜 25時20分 - 25時50分 | 2011年10月18日 | 14日遅れ   |
| 長崎県         | 長崎文化放送（NCC）      | テレビ朝日系列 | 水曜 25時25分 - 25時55分 | 2011年10月19日 | 15日遅れ   |
| 青森県         | 青森朝日放送（ABA）      | テレビ朝日系列 | 木曜 25時20分 - 25時50分 | 2011年10月20日 | 16日遅れ   |
| 熊本県         | 熊本朝日放送（KAB）      | テレビ朝日系列 | 土曜 25時40分 - 26時10分 | 2011年10月22日 | 不明       |
| 山口県         | 山口朝日放送（yab）      | テレビ朝日系列 | 木曜 24時45分 - 25時15分 | 2011年10月27日 | 1か月遅れ  |
| 広島県         | 広島ホームテレビ（HOME） | テレビ朝日系列 | 金曜 25時55分 - 26時25分 | 2011年11月11日 | 不明       |
| 大分県         | 大分朝日放送（OAB）      | テレビ朝日系列 | 木曜 25時55分 - 26時25分 | 2011年11月24日 | 58日遅れ   |
| 静岡県         | 静岡朝日テレビ（SATV）   | テレビ朝日系列 | 木曜 24時55分 - 25時25分 | 2012年3月1日   | 5か月遅れ  |
| 北海道         | 北海道テレビ（HTB）      | テレビ朝日系列 | 水曜 24時50分 - 25時20分 | 2012年4月12日  | 6か月遅れ  |

- 岩手朝日テレビ（IAT）、朝日放送（ABC）、テレビ宮崎（UMK）では、穴埋め番組として不定期に放送された。

## スタッフ
- ナレーター：佐藤賢治
- 企画：上田晋也、有田哲平
- 構成：渡辺真也、北本かつら、町田裕章、樅野太紀
- TM：大島秀一
- カメラ：門倉秀樹（SWISH JAPAN）
- 音声：中西由香里（SWISH JAPAN）
- 美術：井磧伸介
- 美術進行：入江大介（テレビ朝日クリエイト）、廣澤陽子（テレビ朝日クリエイト）
- 大道具：後藤貴弘
- ヘアメイク：小川和美
- CG：山本貴歳、南治樹
- 音効：加藤つよし
- 編集：小野坂智、米澤武史（IMAGICA）
- MA：宝月健（IMAGICA）
- 編成：高橋正輝
- 宣伝：高橋夏子
- TK：吉条雅美
- デスク：中川千波
- 協力：東京オフラインセンター
- AD：山本健矢
- AP：冨澤有人（途中まで）、吉田奈央
- ディレクター：藤本達也、宮本大輔、中西正太、土井功輔
- チーフディレクター：山内智未
- プロデューサー：鈴木忠親
- ゼネラルプロデューサー：藤井智久
- 制作著作：テレビ朝日